# Kupno
Kupno, zakup (czynność) – nabycie dóbr lub praw drogą (pisemnej, bądź ustnej) umowy sprzedaży bądź innej umowy o równoważnym skutku np. umowy datio in solutum (świadczenia w miejsce wykonania).